# Toxorhina (Toxorhina) brevistyla
Toxorhina (Toxorhina) brevistyla is een tweevleugelige uit de familie steltmuggen (Limoniidae). De soort komt voor in het Afrotropisch gebied.